# Moulin de Bordes
Le ruisseau du Moulin de Bordes est un cours d'eau qui traverse le département des Landes et un affluent droit de l'Adour dans le bassin versant de celui-ci.

## Géographie
D'une longueur de 11,4 kilomètres, il prend sa source sur la commune de Souprosse (Landes), à l'altitude 75 mètres.
Il coule du nord-est vers le sud-ouest et se jette dans l'Adour à Mugron (Landes), à l'altitude 14 mètres.

## Communes et cantons traversés
Dans le département des Landes, le ruisseau du Moulin de Bordes traverse quatre communes et deux cantons, dans le sens amont vers aval : Souprosse (source), Lamothe, Gouts et Mugron (confluence).
Soit en termes de cantons, le ruisseau de Moulin de Bordes prend source dans le canton de Tartas-Est et conflue dans le canton de Mugron.

## Affluents
Le ruisseau du Moulin de Bordes n'a pas d'affluent référencé par le SANDRE.